# Merhynchites tricarinatus
Espèce
Merhynchites tricarinatus est une espèce d'insectes coléoptères appartenant à la famille des Attelabidae.